# Lista de partidas amistosas da Seleção Brasileira de Futebol em 2013
Este artigo traz uma lista com informações sobre todos os amistosos da Seleção Brasileira de Futebol no ano de 2013.

## Amistosos
| N. | Jogo                   | Data                   | Estádio / Local                       | Resultado | Público Pagante                  | Ref.   |
| -- | ---------------------- | ---------------------- | ------------------------------------- | --------- | -------------------------------- | ------ |
| 01 | Inglaterra x Brasil    | 6 de Fevereiro de 2013 | Estádio de Wembley / Inglaterra       | 2 x 1     | Público: 87.453 pagantes         | [ 1 ]  |
| 02 | Itália x Brasil        | 21 de Março de 2013    | Stade de Genève / Suíça               | 2 x 2     | Público: 29.700 pagantes         | [ 2 ]  |
| 03 | Rússia x Brasil        | 25 de Março de 2013    | Stamford Bridge / Inglaterra          | 1 x 1     | Público: 35.206 pagantes         |        |
| 04 | Bolívia x Brasil       | 6 de abril de 2013     | Ramón Tahuichi Aguilera / Bolívia     | 0 x 4     | Público: 35.000 (Lotação Máxima) | [ 3 ]  |
| 05 | Brasil x Chile         | 24 de abril de 2013    | Estádio do Mineirão / Brasil          | 2 x 2     | Público: 53.331 pagantes         | [ 4 ]  |
| 06 | Brasil x Inglaterra    | 2 de junho de 2013     | Estádio do Maracanã / Brasil          | 2 x 2     | Público: 57.280 pagantes         | [ 5 ]  |
| 07 | Brasil x França        | 9 de junho de 2013     | Arena do Grêmio / Brasil              | 3 x 0     | Público: 51.643 pagantes         | [ 6 ]  |
| 08 | Suíça x Brasil         | 14 de agosto de 2013   | St. Jakob Park / Suíça                | 1 x 0     | Público: 31.100 pagantes         | [ 7 ]  |
| 09 | Brasil x Austrália     | 7 de setembro de 2013  | Mané Garrincha / Brasil               | 6 x 0     | Público: 40.996 pagantes         | [ 8 ]  |
| 10 | Brasil x Portugal      | 10 de setembro de 2013 | Gillette Stadium / Estados Unidos     | 3 x 1     | Público: 62.310 pagantes         | [ 9 ]  |
| 11 | Brasil x Coreia do Sul | 12 de outubro de 2013  | Seoul Sang-am Stadium / Coreia do Sul | 0 x 2     | Público: 65.308 pagantes         | [ 10 ] |
| 12 | Brasil x Zâmbia        | 15 de outubro de 2013  | Estádio Nacional de Pequim / China    | 2 x 0     | Público: Não divulgado           | [ 11 ] |
| 13 | Brasil x Honduras      | 16 de novembro de 2013 | Sun Life Stadium / Estados Unidos     | 5 x 0     | Público: 71.124 pagantes         | [ 12 ] |
| 14 | Brasil x Chile         | 19 de novembro de 2013 | Rogers Centre / Canadá                | 2 x 1     | Público: Não divulgado           | [ 13 ] |

## Artilheiros
Artilheiros da temporada, em jogos amistosos.
|       | Jogador      | Posição  | Gols |
| ----- | ------------ | -------- | ---- |
| 1     | Neymar       | Atacante | 6    |
| 2     | Fred         | Atacante | 4    |
| 3     | Jô           | Atacante | 3    |
| 3     | Oscar        | Meia     | 3    |
| 5     | Hulk         | Atacante | 2    |
| 6     | Dante        | Zagueiro | 1    |
| 6     | Luiz Gustavo | Volante  | 1    |
| 6     | Paulinho     | Volante  | 1    |
| Total | Total        | Total    | 22   |

## Informações sobre os Jogos

### Inglaterra x Brasil
- Primeiro jogo do Brasil sob o segundo comando de Luiz Felipe Scolari.
- O jogo marcou o início das comemorações do aniversário de 150 anos da Associação Inglesa de Futebol[14].
- Ashley Cole e Ronaldinho Gaúcho completaram, neste jogo, 100 jogos com a camisa de suas seleções[14].
- Antes da partida começar, foi respeitado 1 minuto de silêncio, para as vítimas da tragédia em Santa Maria, no Rio Grande do Sul, e também em memória dos oito jogadores do Manchester United que morreram num acidente aéreo, em Munique, no ano de 1958. Por conta destes acidentes, as duas equipes entraram com uma tarja preta em seus uniformes[14].

#### Convocados
| Inglaterra | Brasil |
| --- | --- |
| ; Goleiros: - Jack Butland (Birmingham) - Joe Hart (Manchester City) Defensores - Leighton Baines (Everton) - Gary Cahill (Chelsea) - Ashley Cole (Chelsea) - Phil Jagielka (Everton) - Glen Johnson (Liverpool) - Joleon Lescott (Manchester City) - Chris Smalling (Manchester United ) - Kyle Walker (Tottenham) Meias - Michael Carrick (Manchester United) - Tom Cleverley (Manchester United) - Steven Gerrard (Liverpool) - Frank Lampard (Chelsea) - Aaron Lennon (Tottenham) - James Milner (Manchester City) - Leon Osman (Everton) - Alex Oxlade-Chamberlain (Arsenal) - Theo Walcott (Arsenal) - Jack Wilshere (Arsenal) Atacantes - Jermain Defoe (Tottenham) - Wayne Rooney (Manchester United) - Daniel Sturridge (Liverpool) - Daniel Welbeck (Manchester United) Técnico - Roy Hodgson Fonte: Lancenet! | ; Goleiros - Diego Alves (Valencia) - Julio César (Queens Park Rangers) Laterais - Daniel Alves (Barcelona) - Adriano (Barcelona) - Filipe Luís (Atlético de Madrid) Zagueiros - Dante (Bayern de Munique) - David Luiz (Chelsea) - Leandro Castán (Roma) - Miranda (Atlético de Madrid) Volantes - Arouca (Santos) - Hernanes (Lazio) machucado - substituído por Jean (Fluminense) - Paulinho (Corinthians) - Ramires (Chelsea) Meias - Oscar (Chelsea) - Ronaldinho Gaúcho (Atlético Mineiro) Atacantes - Neymar (Barcelona) - Lucas (Paris Saint-Germain) - Luis Fabiano (São Paulo) - Fred (Fluminense) - Hulk (Zenit) Técnico - Luis Felipe Scolari Fonte: PaixaoCanarinha |

#### O Jogo
| 6 de fevereiro | Inglaterra               | 2 – 1     | Brasil   | Estádio de Wembley, Londres                                                                              |
| 21:30 (UTC-1)  | Rooney 25' · Lampard 59' | Relatório | Fred 48' | Público: 87 453 Árbitro: POR Pedro Proença Assistente1: POR Bertino Miranda Assistente2: POR Tiago Trigo |

| Inglaterra | Brasil |

|                |    |                 |            |            |
|                |    |                 |            |            |
| G              | 1  | Joe Hart        |            |            |
| LD             | 2  | Glen Johnson    |            |            |
| Z              | 5  | Gary Cahill     |            |            |
| Z              | 6  | Chris Smalling  |            |            |
| LE             | 3  | Ashley Cole     | intervalo' |            |
| V              | 4  | Steven Gerrard  |            |            |
| V              | 8  | Jack Wilshere   |            |            |
| M              | 11 | Tom Cleverley   |            | intervalo' |
| PD             | 7  | Theo Walcott    | 75'        |            |
| A              | 10 | Wayne Rooney    |            |            |
| PE             | 9  | Danny Welbeck   | 60'        |            |
| Substituições: |    |                 |            |            |
| V              | 14 | Leighton Baines |            | intervalo' |
| M              | 18 | Frank Lampard   |            | intervalo' |
| A              | 20 | Aaron Lennon    |            | 75'        |
| M              | 17 | James Milner    |            | 60'        |
| Treinador:     |    |                 |            |            |
| Roy Hodgson    |    |                 |            |            |

|                     |    |                   |            |            |
|                     |    |                   |            |            |
| G                   | 12 | Julio Cesar       |            |            |
| LD                  | 2  | Daniel Alves      |            |            |
| Z                   | 3  | Dante             |            |            |
| Z                   | 4  | David Luiz        |            | 77'        |
| LE                  | 6  | Adriano           | 69'        |            |
| V                   | 5  | Ramires           |            | intervalo' |
| V                   | 8  | Paulinho          | 60'        |            |
| M                   | 7  | Oscar             |            |            |
| M                   | 10 | Ronaldinho Gaúcho | intervalo' |            |
| A                   | 11 | Neymar            |            |            |
| A                   | 9  | Luis Fabiano      | intervalo' |            |
| Substituições:      |    |                   |            |            |
| LE                  | 13 | Filipe Luís       |            | 69'        |
| Z                   | 15 | Miranda           |            | 77'        |
| M                   | 17 | Jean              |            | 60'        |
| V                   | 16 | Arouca            |            | intervalo' |
| A                   | 18 | Lucas             |            | intervalo' |
| A                   | 19 | Fred              |            | intervalo' |
| Treinador:          |    |                   |            |            |
| Luiz Felipe Scolari |    |                   |            |            |

#### Ficha Técnica do Jogo
O esquema tático usado pela Inglaterra foi o 4-1-4-1. Já o esquema tático do Brasil foi o 4-2-3-1.
| Seleção Inglesa de Futebol | Seleção Brasileira de Futebol |
| --- | --- |
| - Posse de Bola: 50% - Tentativas de Gol: 12 - Tentativas de Gol no alvo: 6 - Escanteios a favor: 7 - Faltas cometidas: 9 - Pênaltis a favor: 0 | - Posse de Bola: 50% - Tentativas de Gol: 15 - Tentativas de Gol no alvo: 5 - Escanteios a favor: 2 - Faltas cometidas: 7 - Pênaltis a favor: 1 (aos 18 min. Ronaldinho bateu, e o goleiro defendeu) |

- Fonte: Premier League Brasil[20]

### Itália x Brasil

#### Convocados
| Itália | Brasil |
| --- | --- |
| Goleiros - Gianluigi Buffon (Juventus) - De Sanctis (Napoli) - Federico Marchetti (Lazio) - Salvatore Sirigu (Paris Saint Germain) Defensores - Ignazio Abate (Milan) - Leonardo Bonucci (Juventus) - Giorgio Chiellini (Juventus) - Luca Antonelli (Genoa) - Davide Astori (Cagliari) - Andrea Barzagli (Juventus) - Mattia De Sciglio (Milan) - Christian Maggio (Napoli) - Andrea Ranocchia (Inter) Meias - Antonio Candreva (Lazio) - Emanuele Giaccherini (Juventus) - Claudio Marchisio - Alessio Cerci (Torino) - Daniele De Rossi (Roma) - Alessandro Diamanti (Bologna), (Juventus) - Riccardo Montolivo (Milan) - Andrea Pirlo (Juventus) - Andrea Poli (Sampdoria) Atacantes - Mario Balotelli (Milan) - Pablo Daniel Osvaldo (Roma) - El Shaarawy (Milan) - Alberto Gilardino (Bologna) - Sebastian Giovinco (Juventus) Técnico - Cesare Prandelli Fonte: GazetaEsportiva | Goleiros - Diego Cavalieri (Fluminense) - Julio César (Queens Park Rangers) Laterais - Daniel Alves (Barcelona) - Marcelo (Real Madrid) - Filipe Luís (Atlético de Madrid) Zagueiros - Dante (Bayern de Munique) - David Luiz (Chelsea) - Thiago Silva (Paris Saint Germain) - Dedé (Vasco da Gama)machucado - ninguém foi convocado para o seu lugar. Porém, foi cortado Volantes - Fernando (Grêmio) - Hernanes (Lazio) - Jean (Fluminense) - Paulinho (Corinthians)machucado - ninguém foi convocado para o seu lugar. Porém, foi cortado - Ramires (Chelsea)machucado - ninguém foi convocado para o seu lugar. Não foi cortado, portanto pode jogar contra a Russia. - Luiz Gustavo (Bayern de Munique) Meias - Oscar (Chelsea) - Kaká (Real Madrid) Atacantes - Neymar (Santos) - Lucas (Paris Saint Germain)machucado - substituído por Osvaldo (São Paulo) - Diego Costa (Atlético de Madrid) - Fred (Fluminense) - Hulk (Zenit) Técnico - Luis Felipe Scolari Fonte: GloboEsporte |

#### O Jogo
| 21 de março   | Itália                       | 2 – 2     | Brasil               | Stade de Genève, Genebra                                                                                   |
| 16:30 (UTC−3) | De Rossi 53' · Balotelli 56' | Relatório | 32' Fred · 41' Oscar | Público: 29 700 Árbitro: SUI Stephan Studer Assistente1: SUI Sandro Pozzi Assistente2: SUI Jean-Yves Wicht |

| Itália | Brasil |

|                  |    |                      |     |            |
|                  |    |                      |     |            |
| G                | 1  | Gianluigi Buffon     |     |            |
| LD               | 2  | Christian Maggio     | 77' |            |
| Z                | 15 | Andrea Barzagli      |     |            |
| Z                | 19 | Leonardo Bonucci     |     |            |
| LE               | 5  | Mattia De Sciglio    |     | 73'        |
| V                | 21 | Andrea Pirlo         |     | intervalo' |
| V                | 16 | Daniele De Rossi     |     | 80'        |
| V                | 18 | Riccardo Montolivo   |     |            |
| M                | 23 | Emanuele Giaccherini |     | 67'        |
| A                | 10 | Pablo Daniel Osvaldo |     | intervalo' |
| A                | 9  | Mario Balotelli      |     | 82'        |
| Substituições:   |    |                      |     |            |
| LE               | 3  | Luca Antonelli       |     | 73'        |
| M                | 6  | Andrea Poli          | 82' | 67'        |
| M                | 25 | Alessio Cerci        |     | intervalo' |
| A                | 11 | Alberto Gilardino    |     | 82'        |
| A                | 14 | Stephan El Shaarawy  |     | intervalo' |
| A                | 22 | Alessandro Diamanti  |     | 80'        |
| Treinador:       |    |                      |     |            |
| Cesare Prandelli |    |                      |     |            |

|                     |    |              |     |     |
|                     |    |              |     |     |
| G                   | 12 | Júlio César  |     |     |
| LD                  | 2  | Daniel Alves |     |     |
| Z                   | 3  | David Luiz   |     |     |
| Z                   | 4  | Dante        |     |     |
| LE                  | 6  | Filipe Luís  | 69' | 76' |
| V                   | 5  | Fernando     |     |     |
| V                   | 8  | Hernanes     | 62' | 90' |
| M                   | 10 | Oscar        |     | 61' |
| A                   | 7  | Hulk         |     | 84' |
| A                   | 11 | Neymar       |     |     |
| A                   | 9  | Fred         | 26' | 68' |
| Substituições:      |    |              |     |     |
| LE                  | 15 | Marcelo      |     | 76' |
| V                   | 13 | Jean         |     | 84' |
| V                   | 16 | Luiz Gustavo |     | 90' |
| M                   | 18 | Kaká         |     | 61' |
| A                   | 17 | Diego Costa  |     | 68' |
| Treinador:          |    |              |     |     |
| Luiz Felipe Scolari |    |              |     |     |

### Rússia x Brasil

#### Convocados
| Rússia | Brasil |
| --- | --- |
| Goleiros - Igor Akinfeyev (CSKA Moscow) - Vladimir Gabulov (Anzhi) - Sergei Ryzhikov (Rubin Kazan) Defensores - Sergei Ignashevich (CSKA Moscow) - Aleksandr Anyukov (Zenit) - Vasiliy Berezutskiy (CSKA Moscow) - Aleksey Berezutskiy (CSKA Moscow) - Dmitri Kombarov (Spartak Moscow) - Andrei Yeschenko (Anzhi) - Kirill Nababkin (CSKA Moscow) - Arseni Logashov (Anzhi) - Vladimir Granat (Dynamo Moscow) Meias - Yuri Zhirkov (Anzhi) - Vladimir Bystrov (Zenit) - Igor Denisov (Zenit) - Roman Shirokov (Zenit) - Alan Dzagoev (CSKA Moscow) - Denis Glushakov (Lokomotiv Moscow) - Viktor Fayzulin (Zenit) - Aleksandr Samedov (Lokomotiv Moscow) - Oleg Shatov (Anzhi) - Dmitri Tarasov (Lokomotiv Moscow) Atacantes - Alexander Kerjakov (Zenit) - Aleksandr Kokorin (Dynamo Moscow) - Maksim Grigoryev (Lokomotiv Moscow) Técnico - Fabio Capello Fonte: Estadão | Goleiros - Diego Cavalieri (Fluminense) - Julio César (Queens Park Rangers) Laterais - Daniel Alves (Barcelona) - Marcelo (Real Madrid) - Filipe Luís (Atlético de Madrid) Zagueiros - Dante (Bayern de Munique) - David Luiz (Chelsea) - Thiago Silva (Paris Saint Germain) - Dedé (Vasco da Gama)machucado - ninguém foi convocado para o seu lugar Volantes - Fernando (Grêmio) - Hernanes (Lazio) - Jean (Fluminense) - Paulinho (Corinthians)machucado - ninguém foi convocado para o seu lugar - Ramires (Chelsea) - Luiz Gustavo (Bayern de Munique) Meias - Oscar (Chelsea) - Kaká (Real Madrid) Atacantes - Neymar (Santos) - Lucas (Paris Saint Germain)machucado - substituído por Osvaldo (São Paulo) - Diego Costa (Atlético de Madrid) - Fred (Fluminense) - Hulk (Zenit) Técnico - Luis Felipe Scolari Fonte: GloboEsporte |

#### O Jogo
| 25 de março   | Rússia       | 1 – 1     | Brasil   | Stamford Bridge, Londres                                                                             |
| 16:30 (UTC-3) | Fayzulin 72' | Relatório | 89' Fred | Público: 35,206 Árbitro: ING Howard Webb Assistente1: ING Darren Cann Assistente2: ING Peter Bennett |

| Rússia | Brasil |

|                |    |                     |  |            |     |
|                |    |                     |  |            |     |
| G              | 12 | Vladimir Gabulov    |  |            |     |
| LD             | 2  | Aleksandr Anyukov   |  | intervalo' |     |
| Z              | 14 | Vasiliy Berezutskiy |  |            |     |
| Z              | 4  | Sergei Ignashevich  |  |            |     |
| LE             | 22 | Andrey Yeshchenko   |  |            |     |
| V              | 15 | Roman Shirokov      |  |            |     |
| V              | 8  | Denis Glushakov     |  |            |     |
| M              | 20 | Viktor Fayzulin     |  |            |     |
| M              | 18 | Vladimir Bystrov    |  | intervalo' |     |
| A              | 9  | Aleksandr Kokorin   |  | intervalo' |     |
| A              | 11 | Alexander Kerjakov  |  |            |     |
| Substituições: |    |                     |  |            |     |
| LE             | 23 | Dmitri Kombarov     |  | intervalo' |     |
| M              | 5  | Yuri Zhirkov        |  | intervalo' | 86' |
| M              | 17 | Oleg Shatov         |  | intervalo' |     |
| A              | 21 | Maksim Grigoryev    |  | 86'        |     |
| Treinador:     |    |                     |  |            |     |
| Fabio Capello  |    |                     |  |            |     |

|                     |    |              |     |     |
|                     |    |              |     |     |
| G                   | 12 | Júlio César  |     |     |
| LD                  | 2  | Daniel Alves |     |     |
| Z                   | 4  | David Luiz   |     |     |
| Z                   | 3  | Thiago Silva |     |     |
| LE                  | 6  | Marcelo      |     |     |
| V                   | 5  | Fernando     |     |     |
| V                   | 8  | Hernanes     | 71' |     |
| M                   | 7  | Oscar        |     | 66' |
| M                   | 10 | Kaká         |     | 77' |
| A                   | 11 | Neymar       |     |     |
| A                   | 9  | Fred         |     |     |
| Substituições:      |    |              |     |     |
| A                   | 17 | Hulk         |     | 66' |
| A                   | 19 | Diego Costa  |     | 77' |
| Treinador:          |    |              |     |     |
| Luiz Felipe Scolari |    |              |     |     |

### Bolívia x Brasil
- Este amistoso foi um "presente" da CBF, que aceitou abrir mão de um cachê no valor de US$ 1 milhão, para o povo boliviano, em homenagem a Kevin Douglas Beltrán Espada, morto no jogo San Jose x Corinthians, válido pela 1a rodada da fase de grupos da Copa Santander Libertadores daquele ano, atingido por um sinalizador vindo da torcida do Corinthians[30]. Desta forma, toda a renda do jogo foi destinada a família de Kevin[31]. (Ver artigo principal: Tragédia de Oruro). O Brasil entrou em campo com um cartaz com a seguinte frase: Um jogo pela paz e amizade nos estádios[32], além de ter sido respeitado um minuto de silêncio[33].
- Este jogo representou a primeira vitória de Felipão no retorno à Seleção, após quatro jogos[33];

#### Convocados
| Bolívia | Brasil |
| --- | --- |
| Goleiros - Sergio Galarza (Blooming) - Hugo Suárez (Jorge Wilstermann) Defensores - Rony Jiménez (Real Potosí) - Diego Bejarano (The Strongest) - Ronald Eguino (Bolívar) - Edward Zenteno (Jorge Wilstermann) - Marvin Bejarano (Oriente Petrolero) - Jair Torrico (The Strongest) - Leandro Maygua (Bolívar) Meias - Ronald García (Oriente Petrolero) - Alejandro Meleán (Oriente Petrolero) - Alejandro Chumacero (The Strongest) - Walter Veizaga (The Strongest) - Rudy Cardozo (Bolívar) - Danny Bejarano (Oriente Petrolero) - Jhasmani Campos (Bolívar) Atacantes - Carlos Saucedo (San José) - Eduardo Fierro (Universitario de Sucre) - Juan Carlos Arce (Bolívar) - Pablo Pedraza (Blooming) - Edivaldo Rojas Hermoza (Shonan Bellmare) - Rodrigo Vargas (Oriente Petrolero) - Marcelo Moreno (Grêmio) Técnico - Xabier Azkargorta Fonte: Conmebol | Goleiros - Jefferson (Botafogo) - Matheus Vidotto (Corinthians) Defensores - André Santos (Grêmio) - Dedé (Vasco da Gama) - Dória (Botafogo) - Douglas Santos (Náutico) - Réver (Atlético Mineiro) Volantes - Arouca (Santos) machucado - ninguém foi convocado para o seu lugar. Porém, foi cortado - Jean (Fluminense) - Paulinho (Corinthians) - Ralf (Corinthians) Meias - Jádson (São Paulo) - Ronaldinho (Atlético Mineiro) Atacantes - Alexandre Pato (Corinthians) - Leandro (Palmeiras) - Leandro Damião (Internacional) - Neymar (Santos) - Osvaldo (São Paulo) Técnico - Luis Felipe Scolari Fonte: CBF |

#### O Jogo
| 6 de abril    | Bolívia | 0 – 4     | Brasil                                             | Estádio El Tahuichi, Santa Cruz de la Sierra                                                                                        |
| 16:30 (UTC-3) |         | Relatório | 3' Leandro Damião · 30' 42' Neymar · 90+1' Leandro | Público: 35,000 (Lotação Máxima) Árbitro: ARG Patricio Loustau Assistente1: ARG Ernesto Uziga Assistente2: ARG Ezequiel Brailovscky |

| Bolívia | Brasil |

|                   |    |                     |     |            |
|                   |    |                     |     |            |
| G                 | 23 | Sergio Galarza      |     |            |
| LD                | 4  | Diego Bejarano      |     | intervalo' |
| Z                 | 2  | Ronald Eguino       | 45' |            |
| Z                 | 21 | Edward Zenteno      |     |            |
| LE                | 17 | Marvin Bejarano     |     | intervalo' |
| V                 | 6  | Walter Veizaga      |     | intervalo' |
| V                 | 20 | Alejandro Meleán    |     | intervalo' |
| M                 | 14 | Edivaldo Rojas      |     |            |
| M                 | 10 | Jhasmani Campos     |     | 80'        |
| A                 | 7  | Juan Carlos Arce    |     | 66'        |
| A                 | 9  | Marcelo Moreno      |     |            |
| Substituições:    |    |                     |     |            |
| LD                | 5  | Rony Jiménez        |     | intervalo' |
| V                 | 8  | Ronald García       |     | intervalo' |
| LE                | 11 | Jair Torrico        |     | intervalo' |
| V                 | 13 | Alejandro Chumacero |     | intervalo' |
| A                 | 15 | Rodrigo Vargas      |     | 66'        |
| M                 | 16 | Danny Bejarano      |     | 80'        |
| Treinador:        |    |                     |     |            |
| Xabier Azkargorta |    |                     |     |            |

|                     |    |                 |     |            |
|                     |    |                 |     |            |
| G                   | 1  | Jefferson       |     |            |
| LD                  | 2  | Jean            |     |            |
| Z                   | 3  | Dedé            |     | 86'        |
| Z                   | 4  | Réver           |     |            |
| LE                  | 6  | André Santos    |     |            |
| V                   | 5  | Ralf            |     |            |
| V                   | 8  | Paulinho        |     |            |
| M                   | 7  | Jádson          |     |            |
| M                   | 10 | Ronaldinho      |     | 77'        |
| A                   | 11 | Neymar          |     | intervalo' |
| A                   | 9  | Leandro Damião  |     | intervalo' |
| Substituições:      |    |                 |     |            |
| G                   | 12 | Matheus Vidotto |     |            |
| LE                  | 13 | Douglas Santos  |     |            |
| Z                   | 14 | Dória           |     | 86'        |
| A                   | 15 | Osvaldo         | 74' | intervalo' |
| A                   | 16 | Leandro         |     | 77'        |
| A                   | 17 | Alexandre Pato  |     | intervalo' |
| Treinador:          |    |                 |     |            |
| Luiz Felipe Scolari |    |                 |     |            |

#### Ficha Técnica do Jogo
- O esquema tático usado pela Bolívia foi o 4-5-1, com o capitão Marcelo Moreno isolado no ataque. Já o esquema tático do Brasil foi o 4-2-3-1 “torto”[37]

### Brasil x Chile
- Por não ser "data-FIFA", somente foram convocados atletas que joguavam nos 2 países[4].
- Primeira partida da Seleção Brasileira em um estádio que até então seria usado na Copa do Mundo de 2014[38].
- Primeira partida da Seleção Brasileira no estádio após a reforma realizada[4].

#### Convocados
| Brasil | Chile |
| --- | --- |
| Goleiros - Diego Cavalieri (Fluminense) - Jefferson (Botafogo) Zagueiros - Dedé (Cruzeiro) - Henrique (Palmeiras) - Réver (Atlético Mineiro) - Rodrigo Moledo (Internacional) Laterais - André Santos (Grêmio) - Marcos Rocha (Atlético Mineiro) Volantes - Fernando (Grêmio) - Jean (Fluminense) - Paulinho (Corinthians) - Ralf (Corinthians) Meias - Jádson (São Paulo) - Ronaldinho (Atlético Mineiro) Atacantes - Alexandre Pato (Corinthians) - Leandro (Palmeiras) - Leandro Damião (Internacional) - Neymar (Santos) - Osvaldo (São Paulo) Técnico - Luis Felipe Scolari Fonte: Folha de S.Paulo | Goleiros - Johnny Herrera (Universidad de Chile) - Paulo Garcés (Universidad de Chile) - Cristopher Toselli (Universidad Católica) Defensores - José Rojas (Universidad de Chile) - Marcos González (Flamengo) - Albert Acevedo (Universidad de Chile) - Cristián Suárez (Cobreloa) - Eugenio Mena (Universidad de Chile) - César Cortés (Universidad de Chile) - Cristián Álvarez (Universidad Católica) Meias - Andrés Robles (Santiago Wanderers) - Cristián Cuevas (O'Higgins) - Lorenzo Reyes (Huachipato) - Luis Pedro Figueroa (O'Higgins) - Braulio Leal (O'Higgins) - Fernando Meneses (Universidad Católica) - José Pedro Fuenzalida (Colo Colo) Atacantes - Eduardo Vargas (Grêmio) - Patricio Rubio (Unión Española) - Carlos Muñoz (Colo Colo) Técnico - Jorge Sampaoli Fonte: ANFP |

#### O Jogo
| 24 de abril   | Brasil                 | 2 – 2     | Chile                    | Mineirão, Belo Horizonte                                                                                    |
| 22:00 (UTC-3) | Réver 24' · Neymar 54' | Relatório | 8' González · 63' Vargas | Público: 53 331 Árbitro: PAR Carlos Amarilla Assistente 1: PAR Carlos Cáceres Assistente 2: PAR Darío Gaona |

| Brasil | Chile |

|                     |    |                 |     |            |
|                     |    |                 |     |            |
| G                   | 1  | Diego Cavalieri |     |            |
| LD                  | 2  | Jean            |     | 71'        |
| Z                   | 3  | Dedé            |     | intervalo' |
| Z                   | 4  | Réver           |     |            |
| LE                  | 6  | André Santos    |     |            |
| V                   | 5  | Ralf            |     | 67'        |
| V                   | 8  | Paulinho        |     |            |
| M                   | 7  | Jádson          |     | 67'        |
| M                   | 10 | Ronaldinho      | 27' |            |
| A                   | 11 | Neymar          |     |            |
| A                   | 9  | Leandro Damião  |     | intervalo' |
| Substituições:      |    |                 |     |            |
| LD                  | 13 | Marcos Rocha    |     | 71'        |
| A                   | 15 | Osvaldo         |     | 67'        |
| A                   | 17 | Alexandre Pato  |     | intervalo' |
| Z                   | 18 | Henrique        |     | intervalo' |
| V                   | 19 | Fernando        | 78' | 67'        |
| Treinador:          |    |                 |     |            |
| Luiz Felipe Scolari |    |                 |     |            |

|                |    |                       |                                   |     |
|                |    |                       |                                   |     |
| G              | 1  | Johnny Herrera        |                                   |     |
| LD             | 4  | Cristián Álvarez      | 28'                               |     |
| Z              | 3  | Marcos González       |                                   |     |
| Z              | 13 | José Rojas            |                                   |     |
| LE             | 2  | Eugenio Mena          |                                   |     |
| V              | 21 | Lorenzo Reyes         |                                   |     |
| V              | 20 | Braulio Leal          | Penalizado · Penalizado · Expulso |     |
| M              | 8  | Fernando Meneses      |                                   | 68' |
| M              | 14 | César Cortés          |                                   | 60' |
| A              | 11 | Eduardo Vargas        |                                   | 90' |
| A              | 7  | Patricio Rubio        |                                   | 77' |
| Substituições: |    |                       |                                   |     |
| M              | 10 | Andrés Robles         |                                   | 90' |
| A              | 16 | Carlos Muñoz          | 78'                               | 68' |
| M              | 17 | José Pedro Fuenzalida |                                   | 60' |
| M              | 18 | Luis Pedro Figueroa   |                                   | 77' |
| Treinador:     |    |                       |                                   |     |
| Jorge Sampaoli |    |                       |                                   |     |

### Brasil x Inglaterra
- Este jogo marcou a reinauguração oficial do Maracanã[5].
- O jogo serviu como preparação para a seleção brasileira para a Copa das Confederações, disputada no mesmo mês[42].
- A data marcou os 150 anos da Federação Inglesa de Futebol[43]

#### Convocados
| Brasil | Inglaterra |
| --- | --- |
| ; Goleiros - Diego Cavalieri (Fluminense) - Julio César (Queens Park Rangers) - Jefferson (Botafogo) Laterais - Daniel Alves (Barcelona) - Jean (Fluminense)*-* - Marcelo (Real Madrid) - Filipe Luís (Atlético de Madrid) Zagueiros - Dante (Bayern de Munique) - David Luiz (Chelsea) - Thiago Silva (Paris Saint Germain) - Réver (Atlético Mineiro) Volantes - Luiz Gustavo (Bayern de Munique) - Hernanes (Lazio) - Paulinho (Corinthians) - Fernando (Grêmio) Meias - Oscar (Chelsea) - Jádson (São Paulo) - Lucas (Paris Saint Germain) Atacantes - Neymar (Santos) - Bernard (Atlético Mineiro) - Fred (Fluminense) - Hulk (Zenit) - Leandro Damião (Internacional) Técnico - Luis Felipe Scolari *-*Apesar de atuar como volante no Fluminense, Jean foi convocado para a posição de lateral direito. Fonte: Estadão | ; Goleiros: - Ben Foster (Manchester United) - Joe Hart (Manchester City) - Alex McCarthy (Reading) Defensores - Leighton Baines (Everton) - Gary Cahill (Chelsea) - Ashley Cole (Chelsea) - Phil Jagielka (Everton) - Glen Johnson (Liverpool) - Joleon Lescott (Manchester City) - Phil Jones (Manchester United) - Kyle Walker (Tottenham) Meias - Michael Carrick (Manchester United) - Tom Cleverley (Manchester United) - Andy Carroll (West Ham) - Frank Lampard (Chelsea) - Aaron Lennon (Tottenham) - James Milner (Manchester City) - Leon Osman (Everton) - Alex Oxlade-Chamberlain (Arsenal) - Theo Walcott (Arsenal) Atacantes - Jermain Defoe (Tottenham) - Wayne Rooney (Manchester United) - Daniel Sturridge (Liverpool) - Daniel Welbeck (Manchester United) Técnico - Roy Hodgson Fonte: Lancenet! |

#### O Jogo
| 2 de junho | Brasil                  | 2 – 2     | Inglaterra                   | Maracanã, Rio de Janeiro                                                                                  |
| 16:00      | Fred 57' · Paulinho 81' | Relatório | 66' Chamberlain · 78' Rooney | Público: 57 280 Árbitro: COL Wilmar Roldán Assistente 1: COL Eduardo Díaz Assistente 2: COL Wilson Berrio |

| Brasil | Inglaterra |

|                     |    |                |     |            |
|                     |    |                |     |            |
| G                   | 12 | Julio César    |     |            |
| LD                  | 2  | Daniel Alves   |     |            |
| Z                   | 3  | Thiago Silva   |     |            |
| Z                   | 4  | David Luiz     |     |            |
| LE                  | 14 | Filipe Luís    |     | intervalo' |
| V                   | 17 | Luiz Gustavo   |     | intervalo' |
| V                   | 18 | Paulinho       |     | 82'        |
| M                   | 11 | Oscar          |     | 55'        |
| A                   | 19 | Hulk           | 62' | 72'        |
| A                   | 10 | Neymar         |     |            |
| A                   | 9  | Fred           |     | 79'        |
| Substituições:      |    |                |     |            |
| V                   | 5  | Fernando       |     | 72'        |
| LE                  | 6  | Marcelo        |     | intervalo' |
| M                   | 7  | Lucas          |     | 55'        |
| V                   | 8  | Hernanes       |     | intervalo' |
| M                   | 20 | Bernard        |     | 82'        |
| A                   | 21 | Leandro Damião |     | 79'        |
| Treinador:          |    |                |     |            |
| Luiz Felipe Scolari |    |                |     |            |

|                |    |                         |     |     |
|                |    |                         |     |     |
| G              | 1  | Joe Hart                |     |     |
| LD             | 2  | Glen Johnson            |     | 61' |
| Z              | 5  | Gary Cahill             |     |     |
| Z              | 6  | Phil Jagielka           |     |     |
| LE             | 3  | Leighton Baines         |     | 31' |
| V              | 4  | Michael Carrick         |     |     |
| V              | 8  | Frank Lampard           |     |     |
| M              | 11 | James Milner            |     |     |
| M              | 7  | Phil Jones              | 75' |     |
| A              | 9  | Theo Walcott            |     | 82' |
| A              | 10 | Wayne Rooney            |     |     |
| Substituições: |    |                         |     |     |
| LE             | 12 | Ashley Cole             |     | 31' |
| M              | 15 | Jack Rodwell            |     | 82' |
| A              | 16 | Alex Oxlade-Chamberlain |     | 61' |
| Treinador:     |    |                         |     |     |
| Roy Hodgson    |    |                         |     |     |

#### Ficha Técnica do Jogo
- O Brasil atuou com o esquema 4-4-1-1 com liberdade para Neymar encostar em Fred e se movimentar pelas pontas, e com Hulk e Oscar pelos lados. Terminou o jogo com o 4-3-3, após a entrada de Fernando. Já a Inglaterra atuou no 4-1-4-1[48].

### Brasil x França
- Este foi o 1o jogo da Seleção Brasileira na recém-inaugurada Arena do Grêmio[49].
- Esta foi a 2a vez que a Seleção Francesa jogou no Brasil (a primeira foi um 2x2 no dia 30 de junho de 1977, no Maracanã)[50].

#### Convocados
| Brasil | França |
| --- | --- |
| ; Goleiros - Diego Cavalieri (Fluminense) - Julio César (Queens Park Rangers) - Jefferson (Botafogo) Laterais - Daniel Alves (Barcelona) - Jean (Fluminense)*-* - Marcelo (Real Madrid) - Filipe Luís (Atlético de Madrid) Zagueiros - Dante (Bayern de Munique) - David Luiz (Chelsea) - Thiago Silva (Paris Saint Germain) - Réver (Atlético Mineiro) Volantes - Luiz Gustavo (Bayern de Munique) - Hernanes (Lazio) - Paulinho (Corinthians) - Fernando (Grêmio) Meias - Oscar (Chelsea) - Jádson (São Paulo) - Lucas (Paris Saint Germain) Atacantes - Neymar (Santos) - Bernard (Atlético Mineiro) - Fred (Fluminense) - Hulk (Zenit) - Leandro Damião (Internacional)machucado - substituído por Jô (Atlético Mineiro) Técnico - Luis Felipe Scolari *-*Apesar de atuar como volante no Fluminense, Jean foi convocado para a posição de lateral direito Fonte: Estadão | Goleiros - Mickael Landreau (Bastia) - Hugo Lloris (Tottenham) - Steve Mandanda (Olympique de Marselha) Defensores - Gael Clichy (Manchester City) - Jérémy Mathieu (Valencia) - Mathieu Debuchy (Newcastle) - Bacary Sagna (Arsenal) - Laurent Koscielny (Arsenal) - Mamadou Sakho (Paris Saint-Germain) - Eliaquim Mangala (Porto) - Adil Rami (Valencia) Meias - Yohan Cabaye (Newcastle) - Blaise Matuidi (Paris Saint-Germain) - Etienne Capoue (Toulouse) - Yoann Gourcuff (Lyon) - Josuha Guilavogui (Saint-Étienne) - Samir Nasri (Manchester City) Atacantes - Mathieu Valbuena (Olympique de Marselha) - Dimitri Payet (Lille) - Karim Benzema (Real Madrid) - Olivier Giroud (Arsenal) - Bafétimbi Gomis (Lyon) - Jérémy Ménez (Paris Saint Germain)machucado - substituído por Alexandre Lacazette (Lyon) Técnico - Didier Deschamps Fonte: Terra |

- Pelo lado Francês, Mangala, do Porto, e Guilavogui, do Saint-Étienne fazem sua estreias com os Bleus[53].

#### O Jogo
| 9 de junho | Brasil                                       | 3 – 0     | França | Arena do Grêmio, Porto Alegre                                                                                       |
| 16:00      | Oscar 53' · Hernanes 83' · Lucas 90+2' (pen) | Relatório |        | Público: 51,643 pagantes Árbitro: PER Víctor Carrillo Assistente 1: PER Jonny Bossio Assistente 2: PER César Escano |

| Brasil | França |

#### Ficha Técnica do Jogo
- O Brasil começou atuando no 4-4-1-1, e terminou no 4-3-3 clássico. Já a França utilizou o esquema 4-1-4-1[54].

#### Pós-Jogo
Com o resultado, o Brasil pôs fim a 2 tabus:
- Não ganhava da França há 21 anos[55] (A última vitória havia sido em 26 de agosto de 1992, quando bateu os franceses por 3 a 1. De lá para cá foram sete jogos. Cinco derrotas e dois empates.[56])
- Não ganhava de uma Seleção Campeã do Mundo desde o 1 x 0 sobre a Inglaterra em 14 de Novembro de 2009 (sem contar o Superclássico das Américas, em que as Seleções não atuam com "estrangeiros")[55].

### Suíça x Brasil

#### Convocados
| Suíça | Brasil |
| --- | --- |
| ; Goleiros - Diego Benaglio (Wolfsburg) - Yann Sommer (Basel) - Marco Wölfli (Young Boys) Defensores - Timm Klose (Wolfsburg) - Michael Lang (Grasshopper) - Stephan Lichtsteiner (Juventus) - Ricardo Rodriguez (Wolfsburg) - Fabian Schär (Basel) - Philippe Senderos (Fulham) - Steve Von Bergen (Young Boys) Meias - Valon Behrami (West Ham/Inglaterra) - Gokhan Inler (Udinese/Itália) - Benjamin Huggel (Basel) - Pirmin Schwegler (Eintracht Frankfurt/Alemanha) - Gelson Fernandes (Saint-Etienne/França) - Tranquillo Barnetta (Bayer Leverkusen/Alemanha) - Xherdan Shaqiri (Basel), Marco Padalino (Sampdoria) Atacantes - Alexander Frei (Basel) - Blaise Nkufo (Twente) - Eren Derdiyok (Bayer Leverkusen/Alemanha) - Marco Streller (Basel) - Hakan Yakin (Luzern) Técnico - Ottmar Hitzfeld Fonte:Revista Placar | ; Goleiros - Julio César (Queens Park Rangers) - Jefferson (Botafogo) Laterais - Daniel Alves (Barcelona) - Jean (Fluminense)*-* - Marcelo (Real Madrid) - Maxwell (Paris Saint Germain) Zagueiros - Dante (Bayern de Munique) - David Luiz (Chelsea) - Thiago Silva (Paris Saint Germain) Volantes - Luiz Gustavo (Bayern de Munique) - Hernanes (Lazio) - Paulinho (Tottenhan) - Fernando (Grêmio) Meias - Oscar (Chelsea) - Lucas (Paris Saint Germain) Atacantes - Neymar (Barcelona) - Bernard (Atlético Mineiro) - Fred (Fluminense) - Hulk (Zenit) - Jô (Atlético Mineiro) Técnico - Luis Felipe Scolari *-*Apesar de atuar como volante no Fluminense, Jean foi convocado para a posição de lateral direito. Fonte: GloboEsporte.com |

#### O Jogo
| 14 de agosto | Suíça                   | 1 – 0 | Brasil | St. Jakob-Park, Basileia                   |
| 15:45(UTC-3) | Daniel Alves 47' (g.c.) |       |        | Público: 31 100 Árbitro: GER Deniz Aytekin |

| Suíça | Brasil |

### Brasil x Austrália

#### Convocados
| Brasil | Austrália |
| ------ | --------- |
|        |           |

#### O Jogo
| 7 de setembro | Brasil | 6 - 0 | Austrália | Estádio Nacional de Brasília Mané Garrincha, Brasília                                             |
| 16:15 (UTC−3) |        |       |           | Árbitro: PAR Enrique Cáceres Assistente 1: PAR Milciades Saldivar Assistente 2: PAR Juan Zorrilla |

| Brasil | Austrália |

### Brasil x Portugal
- Este foi o 20º confronto entre Brasil e Portugal, o quarto deles com a presença de Luiz Felipe Scolari. Até agora, ele está invicto: pelo Brasil, conseguiu um empate por 1 a 1 em 2002, antes da conquista do penta, em Lisboa; por Portugal, foram duas vitórias, 2 a 1 em 2003, no Porto, com gol do brasileiro Deco em sua estreia por Portugal; e 2 a 0 em 2007, em Londres[59].

#### Convocados
| Brasil | Portugal |
| ------ | -------- |
|        |          |

#### O Jogo
| 10 de setembro | Brasil                                 | 3 - 1 | Portugal          | Gillette Stadium, Foxborough                                                                   |
| 22:00 (UTC-3)  | Thiago Silva 23' · Neymar 34' · Jô 49' |       | Raul Meireles 17' | Árbitro: USA Juan Guzman Assistente 1: USA Peter Manikowski Assistente 2: USA Adam Wienckowski |

| Brasil | Portugal |

### Brasil x Coreia do Sul

#### Convocados
| Brasil | Coreia do Sul |
| ------ | ------------- |
|        |               |

#### O Jogo
| 12 de outubro | Coreia do Sul | 0 – 2     | Brasil                 | Seoul Sang-am Stadium, Seul                  |
| 08:00(UTC-3)  |               | Relatório | Neymar 43' · Oscar 48' | Público: 65 308 Árbitro: UZB Irmatov Ravshan |

| Coreia do Sul | Brasil |

### Brasil x Zâmbia
- Este amistoso é uma homenagem a Nelson Mandela.[11]
- Entre as seleções principais, este é o primeiro confronto da história entre Brasil e Zâmbia.[60]
- Esta foi a primeira partida da Seleção Brasileira no estádio Ninho do Pássaro.[61]
- Primeiro confronto de Felipão, dirigindo a Seleção Brasileira (nas 2 passagens), contra Africanos.

#### Convocados
| Brasil | Zâmbia |
| ------ | ------ |
|        |        |

#### O Jogo
| 15 de outubro | Brasil               | 2 - 0    | Zâmbia | Estádio Nacional de Pequim, Pequim             |
| 09:00 (UTC-3) | Oscar 13' · Dedé 65' | Detalhes |        | Público: Não divulgado Árbitro: Fan Qi (China) |

| Brasil | Zâmbia |

### Brasil x Honduras

#### Convocados
| Brasil | Honduras |
| --- | -------- |
| Goleiros - Julio César (Queens Park Rangers) - Victor (Atlético Mineiro) Zagueiros - Dante (Bayern de Munique) - David Luiz (Chelsea) - Thiago Silva (PSG) - Marquinhos (PSG) Laterais - Daniel Alves (Barcelona) - Maicon (Roma) - Maxwell (PSG) - Marcelo (Real Madrid) Volantes - Luis Gustavo (Wolfsburg) - Hernanes (Lazio) - Ramires (Chelsea) - Paulinho (Corinthians) - Lucas Leiva (Liverpool) Meias - Willian (Chelsea) - Oscar (Chelsea) Atacantes - Neymar (Barcelona) - Jô (Atlético-MG) - Hulk (Zenit) - Robinho (Milan) - Bernard (Shakhtar Donetsk) Técnico - Luis Felipe Scolari Fonte: Portal EBC |          |

#### O Jogo
| 16 de novembro      | Brasil                                                         | 5 – 0    | Honduras | Sun Life Stadium, Miami,                             |
| 22h30 (de Brasília) | Bernard 21' · Dante 54' · Maicon 65' · Willian, 69' · Hulk 73' | Detalhes |          | Público: 71,124 torcedores Árbitro: CAN David Gantar |

| Brasil | Honduras |

### Brasil x Chile

#### Convocados
| Brasil | Chile |
| --- | --- |
| Goleiros - Julio César (Queens Park Rangers) - Victor (Atlético Mineiro) Zagueiros - Dante (Bayern de Munique) - David Luis (Chelsea) - Thiago Silva (PSG) - Marquinhos (PSG) Laterais - Daniel Alves (Barcelona) - Maicon (Roma) - Maxwell (PSG) - Marcelo (Real Madrid) Volantes - Luis Gustavo (Schalke 04) - Hernanes (Lazio) - Ramires (Chelsea) - Paulinho (Corinthians) - Lucas Leiva (Liverpool) Meias - Willian (Chelsea) - Oscar (Chelsea) Atacantes - Neymar (Barcelona) - Jô (Atlético-MG) - Hulk (Zenit) - Robinho (Milan) - Bernard (Shakhtar Donetsk) Técnico - Luis Felipe Scolari Fonte: Portal EBC | Goleiros - Johnny Herrera (Universidad de Chile) - Claudio Bravo (Real Sociedad) - Cristopher Toselli (Universidad Católica) Laterais - Eugenio Mena (Santos) - Mauricio Isla (Juventus) Defensores - José Rojas (Universidad de Chile) - Marcos González (Flamengo) - Gonzalo Jara (Nottingham Forest) - Gary Medel (Cardiff City) Volantes - Arturo Vidal (Juventus) - Carlos Carmona (Atalanta) - Francisco Silva (Osasuna) Meias - Valdivia (Palmeiras) - Marcelo Díaz (Basel) - Matías Fernández (Fiorentina) - Felipe Gutiérrez (Twente) - Charles Aránguiz (Universidad de Chile) - José Pedro Fuenzalida (Colo Colo) Atacantes , Jean Beausejour (Wigan Athletic-ING), Junior Fernandes (Dínamo de Zagreb-CRO) - Eduardo Vargas (Grêmio) - Alexis Sánchez (Barcelona) - Carlos Muñoz (Baniyas-EAU) - Jean Beausejour (Wigan Athletic) - Junior Fernandes (Dínamo de Zagreb) Técnico - Jorge Sampaoli Fonte: Gazeta Esportiva |

#### O Jogo
| 19 de novembro         | Brasil                 | 2 – 1    | Chile      | Rogers Centre, Toronto                               |
| 23 horas (de Brasília) | Hulk 13' · Robinho 78' | Detalhes | Vargas 70' | Público: Não disponível Árbitro: CAN Silvio Petrescu |

| Brasil | Chile |

|                     |    |              |  |                 |
|                     |    |              |  |                 |
| G                   | 12 | Julio César  |  |                 |
| LD                  | 2  | Maicon       |  |                 |
| Z                   | 3  | Thiago Silva |  | Substituído     |
| Z                   | 4  | David Luiz   |  |                 |
| LE                  | 14 | Maxwell      |  |                 |
| V                   | 17 | Luiz Gustavo |  |                 |
| V                   | 18 | Paulinho     |  | Substituído     |
| M                   | 11 | Oscar        |  | Substituído     |
| A                   | 19 | Hulk         |  | Substituído     |
| A                   | 10 | Neymar       |  | Substituído     |
| A                   | 9  | Jô           |  | Substituído     |
| Substituições:      |    |              |  |                 |
| V                   | 5  | Dante        |  | Entrou em campo |
| LE                  | 6  | Hernanes     |  | Entrou em campo |
| M                   | 7  | Willian      |  | Entrou em campo |
| V                   | 8  | Ramires      |  | Entrou em campo |
| M                   | 20 | Robinho      |  | Entrou em campo |
| A                   | 21 | Lucas Leiva  |  | Entrou em campo |
| Treinador:          |    |              |  |                 |
| Luiz Felipe Scolari |    |              |  |                 |

|                |    |                  |  |                               |
|                |    |                  |  |                               |
| G              | 1  | Bravo            |  |                               |
| LD             | 2  | Jara             |  |                               |
| Z              | 5  | Medel            |  |                               |
| Z              | 6  | González         |  |                               |
| LE             | 3  | Mena             |  |                               |
| V              | 4  | Carmona          |  |                               |
| V              | 8  | Marcelo Díaz     |  | Substituído                   |
| M              | 11 | Gutiérrez        |  | Substituído                   |
| A              | 7  | Vargas           |  |                               |
| A              | 9  | Alexis Sanches   |  |                               |
| A              | 10 | Fuenzalida       |  | Substituído                   |
| Substituições: |    |                  |  |                               |
| LE             | 12 | Beausejour       |  | Entrou em campo               |
| M              | 15 | Valdivia         |  | Entrou em campo · Substituído |
| A              | 16 | Matías Fernández |  | Entrou em campo               |
| Treinador:     |    |                  |  |                               |
| Jorge Sampaoli |    |                  |  |                               |